# Franz Moormans

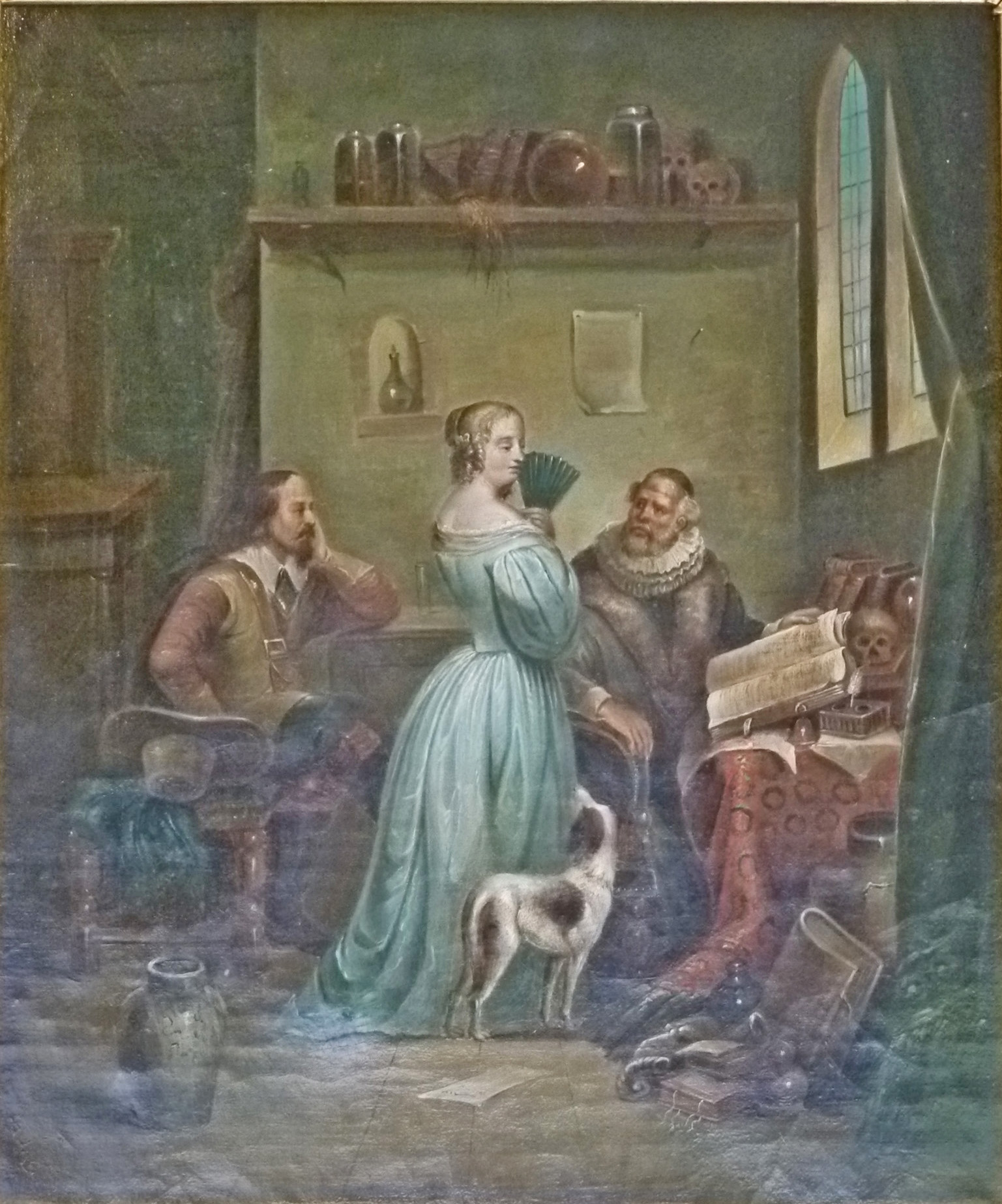
"De Lezing" (toegeschreven aan) Franz Moormans

Franz Moormans (Rotterdam, 2 februari 1832 - Parijs, 1893) was een Nederlands kunstschilder uit de Hollandse School. Hij studeerde aan de Amsterdamse kunstacademie en werd er vervolgens leraar.
Er is weinig over zijn leven gepubliceerd. Hij was werkzaam in Rotterdam en vervolgens in Parijs. Hij is gekend voor zijn traditionele genrevoorstellingen, portretten en interieurs.
Hij nam deel aan een tentoonstelling in de "Salon des Artistes" in Parijs in 1889 en kreeg er een medaille.
De meeste van zijn olieverfschilderijen bevinden zich nog in privébezit. De musea van Rouen en Montreal bezitten werken van hem.